# Beijing Bicycle
Pour plus de détails, voir Fiche technique et Distribution.
Beijing Bicycle (十七岁的单车, Shíqī suì de dānchē) est un film chinois réalisé par Wang Xiaoshuai, sorti en 2001.

## Synopsis
Tout juste débarqué de sa campagne, le jeune Gui trouve rapidement un travail dans cette jungle urbaine qu'est Pékin : il est engagé comme coursier, on lui confie un vélo, et dès ses premiers jours il multiplie les courses. Pour lui, réussir à vivre dans une ville comme Pékin relève du tour de force. Aussi ce n'est pas sans fierté, après avoir durement travaillé, qu'il se trouve sur le point de pouvoir racheter le vélo, et d'en devenir enfin propriétaire. Tout s'effondre le jour où on lui vole son seul outil de travail…

## Fiche technique
- Titre : Beijing Bicycle
- Titre original : 十七岁的单车, Shíqī suì de dānchē
- Réalisation : Wang Xiaoshuai
- Scénario : Peggy Chiao, Hsu Hsiao-ming, Danian Tang et Wang Xiaoshuai
- Production : Peggy Chiao, Han Sanping (en), Hsu Hsiao-ming, Michael Chiao et Shi Dong-ming
- Musique : Wang Feng
- Photographie : Jie Liu
- Montage : Hsiao Ju-kuan et Yang Hongyu
- Décors : Cao Anjun et Tsai Chao-yi
- Costumes : Pang Yan
- Pays d'origine :  Chine,  Taïwan
- Format : Couleurs - 1,85:1 - Dolby - 35 mm
- Genre : Drame
- Durée : 113 minutes
- Dates de sortie : 
  -  Allemagne : 17 février 2001 (Berlinale)
  -  Chine :
  -  Taïwan :
  -  France : 25 avril 2001
  -  Belgique : 4 juillet 2001

## Distribution
- Cui Lin : Guo Liangui
- Li Bin : Jian
- Zhou Xun : Qin
- Gao Yuanyuan : Xiao
- Li Shuang : Da Huan
- Zhao Yiwei : Le père
- Pang Yan : La mère
- Zhou Fangfei : Rongrong
- Xie Jian : Le directeur
- Ma Yuhong : Le comptable
- Liu Lei : Mantis
- Li Mengnan : Qiu Sheng
- Zhou Xun : Qin

## Autour du film
- Premier film de la série Contes de la Chine moderne.

## Récompenses
- Grand Prix du Jury, Prix du meilleur Jeune Acteur (Cui Lin et Li Bin) et nomination à l'Ours d'or lors du Festival du film de Berlin 2001.
- Nomination au prix du meilleur film asiatique lors du Festival international du film de Singapour 2001.
- Nomination au prix du meilleur film étranger lors des Golden Satellite Awards 2002.